# Fromage au porto

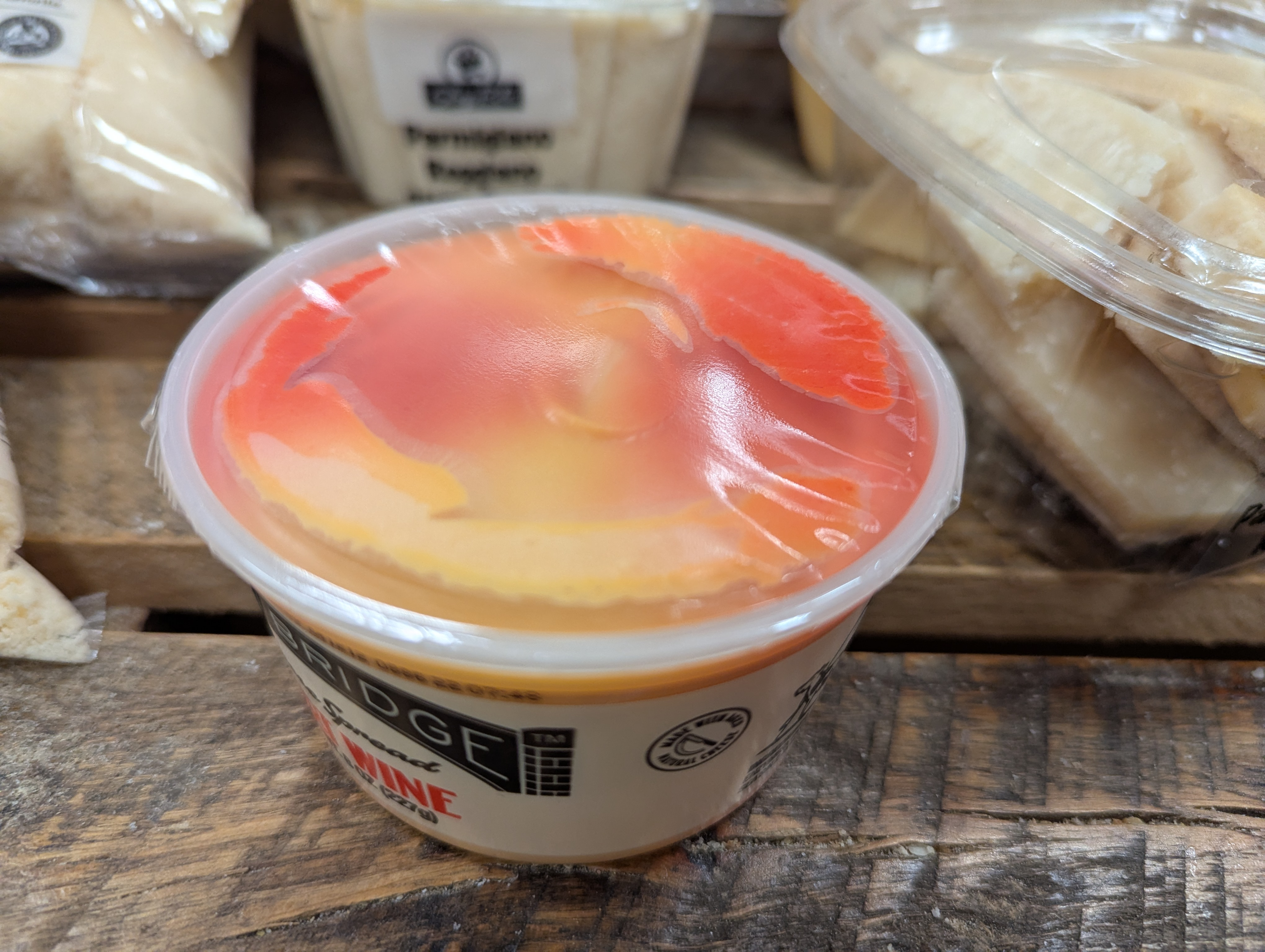
Un pot neuf de fromage au porto

Le fromage au porto (en anglais port wine cheese) est un fromage crémeux de couleur orangée ou rouge, contenant du porto, principalement produit et consommé aux États-Unis. Il est généralement consommé avec des crackers. Il peut se présenter sous forme cylindrique ou sphérique, et être roulé dans des noix pilées. Plusieurs marques industrielles de fromage au porto sont disponibles aux États-Unis. 